# Rizwana Hasan
Syeda Rizwana Hasan, née le 15 janvier 1968 à Dacca, est une avocate et une écologiste bangladaise.
Elle s'est particulièrement intéressée à la réglementation de l'industrie du démantèlement des navires, dans son pays. Elle reçoit, en 2009, le prix Goldman pour l'environnement et est distinguée, en 2022, par le département d'État américain, femme de courage.

## Biographie

### Jeunesse
Syeda Rizwana Hasan naît le 15 janvier 1968 dans le district de Habiganj, au Pakistan oriental, aujourd'hui au Bangladesh. Elle est issue d'une famille musulmane bengalie. Elle a fréquenté l'école et le collège Viqarunnisa Noon pour son enseignement secondaire et le collège Holy Cross pour son enseignement secondaire supérieur, avant d'entrer à l'université de Dacca pour obtenir une licence et une maîtrise en droit.

### Carrière
Rizwana Hasan s'est impliquée dans l'industrie du démantèlement des navires, en poursuivant pour la première fois les chantiers de démantèlement de Chittagong, en 2003 pour, entre autres raisons, les risques pour la santé des travailleurs, les mauvaises conditions de travail et l'élimination inadéquate des déchets. En réponse, en mars 2003, le tribunal déclare illégal le démantèlement de navires sans autorisation environnementale du ministère compétent. Elle continue de lutter pour plus de droits du travail et un environnement de travail plus sûr dans l'industrie. Elle poursuit également avec succès des organisations impliquées dans le remplissage de lacs pour construire des biens immobiliers, l'utilisation inappropriée de polyéthylène, la destruction de collines, la déforestation, l'élevage de crevettes et la construction d'implantations illégales sur l'île de Saint-Martin (en).
En août 2024, elle rejoint le gouvernement dirigé par Muhammad Yunus.

### Distinctions
Sous la direction de Rizwana  Hasan, l'association des juristes de l'environnement du Bangladesh remporte le Palmarès mondial des 500, en 2003, décerné par le programme des Nations unies pour l'environnement. Elle a elle-même remporté :
- Le prix inaugural de l'environnement, en 2007, par le ministère des Forêts et de l'Environnement, du gouvernement du Bangladesh, pour avoir participé à la sensibilisation à l'environnement.
- Le Celebrating Womenhood Award, en 2008, par le Creative Statements and South Asia Partnership, basé au Népal.
- Le prix Goldman pour l'environnement, en 2009[5].
- Le prix Ramon-Magsaysay, en 2012[6].
- Le prix international de la femme de courage, en 2022[7]

Elle a également été qualifiée de « Héros de l'environnement » par le magazine d'information américain Time,,.